# Diego de Castrillo
Diego de Castrillo (? - Zaragoza, 9 de junio de 1686) fue arzobispo de Zaragoza (en España) entre 1676 y 1686.

## Biografía
Fue canónigo en Sevilla, de donde probablemente era originario. Estudió leyes y marchó  a Roma como auditor del Tribunal de la Rota, hasta que fue nombrado Obispo de Cádiz hacia 1675. Tras un viaje lleno de complicaciones a su paso por Francia, se estableció en su nueva diócesis aunque por poco tiempo ya que el 16 de noviembre de 1676 fue nombrado Arzobispo de Zaragoza. En 1681, durante su gobierno, se colocó la primera piedra del templo de El Pilar.